# Choi Dae-woo
Choi Dae-woo (* 20. Dezember 1976) ist ein südkoreanischer Fußballschiedsrichter. Er ist seit 2013 K-League-Schiedsrichter und pfeift Spiele der K League Classic und der K League Challenge.